# Grazyna Misiorowska
Grazyna Misiorowska es una actriz polaca especialmente conocida por la película Marygoround (2020) por la que fue premiada como mejor actriz en diversos festivales internacionales de cine, entre ellos el  Festival Internacional de Cine de Gijón 2021 y el Premio Cheval Noir a la Mejor Actriz del Festival Internacional de Cine Fantasía de Montreal.

## Trayectoria
Graduada en la Academia de Arte de Cracovia. Se formó en el Departamento de Actuación de la Escuela Superior Estatal de Teatro de Cracovia. Desde 1990 estaba vinculada  al Teatro Kochanowski de Opole.  Sus raíces en la interpretación están por ello en el teatro. En 2020, el director Norbert Rakowski rescindió su contrato, lo que generó la oposición de muchos en la comunidad teatral.
Reconocida actriz de teatro en Polonia, en 2021 dio el salto internacional con su trabajo como protagonista en la película Marygoround, su debut en la gran pantalla. «Es una actriz de teatro muy reconocida y la conozco desde que estudié teatro. Así que, en cierto modo, crecí con ella. Nos hicimos amigas y fue muy interesante porque aprendí mucho de ella. Fue genial combinar el trabajo de rodaje con este método teatral. Es realmente María, ¿sabes? No está actuando, simplemente es ella misma. En algún momento, mientras escribíamos el guion, lo hicimos exclusivamente para ella. Está basado en ella, con algunas de sus ideas, porque tiene un gran sentido del humor. Creo que fue una gran aventura para mí y para ella, ya que Marygoround también es mi debut» explica la directora de la película.
Misiorowska interpreta el papel de una dependienta que experimenta un intenso despertar sexual cuando le prescriben un tratamiento hormonal para la menopausia, lo que la lleva a cuestionarse muchos aspectos de su vida. 
«Es perfecta tal como es ahora. Es un personaje completo, pero de alguna manera, alcanzar esa frontera mágica, la menopausia, la hace cuestionarse de nuevo sobre su identidad, sobre su feminidad, sobre sus decisiones en la vida. Así que empezamos con un personaje completo y, durante el viaje, se va desmoronando, solo para reencontrarse consigo misma de una manera totalmente diferente» señala Misiorowska

### En los festivales internacionales de cine
El trabajo de Grazyna en la película Marygoround (2020) ha sido especialmente valorado. En el Festival Internacional de Cine Fantasía de Montreal la película fue descrita por el jurado como una "aria visualmente impactante de una experiencia femenina única". Además de recibir los premios a la Mejor Película y a la Mejor Dirección,  Grazyna Misiorowska ganó el premio a la Mejor Actriz por su "interpretación magistral... una clase magistral de matices cautivadores, vulnerabilidad deslumbrante, autenticidad emocional y auténtico ingenio cómico". Misiorowska también recibió una mención especial del jurado de New Flesh, especializado en óperas primas señalando: "Esta dinámica interpretación principal llevó a la protagonista de la inocencia virginal a una experiencia salvaje e indómita, requiriendo gran habilidad y destreza para transformar al personaje de una escena a otra, a menudo en una sola escena".

## Filmografía
- Pan Huczek (1997)
- Matka Joanna od Aniolów (2006)
- Człowiek bez właściwości (2013)
- The captive (2014)
- Marygoround (2020)
- Jezioro Słone (2022)
- Ludzie i Rzeczy  (2024)
- Ministranci (2025)
- Tennis Mortis (2025)[5]

## Premios y reconocimientos

### Por Maryjki (2020)
- 2021 Premio "Jantar" (Ámbar) a mejor actriz en el Festival de Cine de Koszalin[6]
- Premio Cheval Noir a la Mejor Actriz del Festival Internacional de Cine Fantasía de Montreal y Mención especial a la ópera prima.[4][7]
- premio a la mejor actriz en el Festival Internacional de Cine de Gijón  En este mismo festival, la película, dirigida por Daria Woszek, fue galardonada con el premio a la mejor película de la sección "Retueyos".[8]

### Otros premios
- Premio de interpretación por el papel de la anciana en la obra radiofónica "La anciana reflexiona" en el 22º Festival del Teatro de la Televisión Polaca y del Teatro de la Radio Polaca "Dos Teatros" en Zamość.[2]